# Roman Pankowski
Roman Pankowski (1. března 1941 – 1. května 2008) byl český fotbalový záložník.

## Hráčská kariéra
V československé lize hrál za TŽ Třinec. Nastoupil v 6 ligových utkáních, gól v lize nedal (17.08.1963–22.09.1963).

## Ligová bilance
| Ročník             | Zápasy | Góly | Minuty | Klub      |
| ------------------ | ------ | ---- | ------ | --------- |
| II. liga 1962/63   | –      | –    | –      | TŽ Třinec |
| I. liga 1963/64    | 6      | 0    | 472    | TŽ Třinec |
| CELKEM I. ČS. LIGA | 6      | 0    | 472    |           |